# Peitscheneffekt (Supply-Chain-Management)

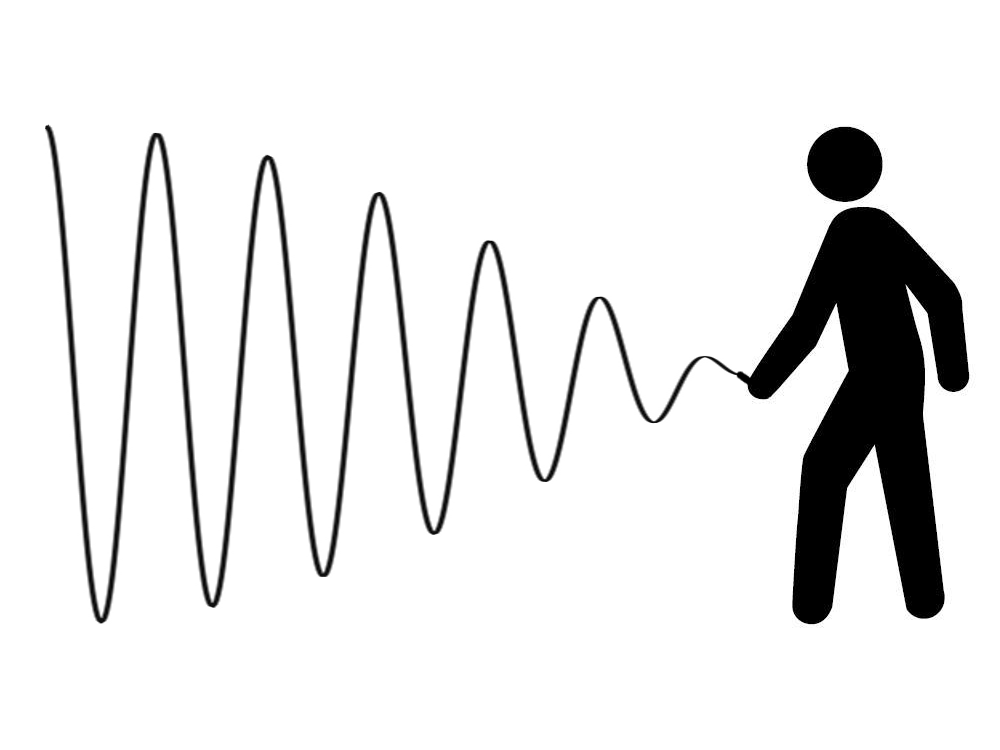
Illustration des Peitscheneffekts: Der Endkunde gibt eine Bestellung auf (Peitschenschlag), und in vorgelagerter Richtung der Lieferkette schaukeln sich die Bestellschwankungen immer weiter auf.

Der Ausdruck Peitscheneffekt (engl. bullwhip effect, whiplash effect) bezeichnet das Phänomen, dass Bestellungen beim Lieferanten zu größeren Schwankungen neigen als Verkäufe an den Kunden und damit von der Nachfrage abweichen und dass diese Abweichung sich in vorgelagerte Richtung der Lieferkette aufschaukelt, sich die Schwankung also zum Ursprung der Lieferkette hin vergrößert. Der Begriff verweist auf den gleichnamigen Effekt beim Schlagen einer Peitsche. Eine relativ kleine Bewegung des Handgelenks verstärkt sich zunehmend in einem Wellenmuster zu einer ausladenden Schwingung der Peitschenschnur. Der Effekt spielt im Supply-Chain-Management im Rahmen des Risikomanagements eine zentrale Rolle, da er die Notwendigkeit zu Integration und Koordination entlang der Lieferkette vor Augen führt.

## Überblick
Der Peitscheneffekt stellt ein zentrales Phänomen beim Supply-Chain-Management dar, der sich aus den dynamischen Prozessen innerhalb von Lieferketten ergibt. Er beschreibt, dass die unterschiedlichen Bedarfsverläufe und bereits kleine Veränderungen der Endkundennachfrage zu Bestellmengen-Schwankungen führen, die sich entlang der logistischen-Kette wie ein Peitschenhieb aufschaukeln können. Das um 1960 am Massachusetts Institute of Technology (MIT) entwickelte Lernspiel MIT Beer Distribution Game (deutsch: Bierspiel) greift die Problematik spielerisch auf. Die vier Ursachen für den Peitscheneffekt sind:
1. Verarbeitung von Nachfragesignalen

Darstellung des Peitscheneffekts

2. Auftragsbündelung
3. Engpasspoker
4. Preisschwankungen

## Ursachen und Folgen

### Verarbeitung von Nachfragesignalen
Der Peitscheneffekt tritt auf, sobald die Nachfrageprognose eines Akteurs anhand der beobachteten Nachfrage erfolgt. Ein Nachfrageschub wird hierbei als Signal für eine hohe zukünftige Nachfrage interpretiert und die Nachfrage übertrieben an den Lieferanten weitergereicht. Verstärkt wird diese Verzerrung sogar noch durch lange Lieferzeiten.

### Auftragsbündelung
Bündelbestellungen haben zur Folge, dass Bestellungen in größeren Mengen aufgegeben werden, um bestellfixe Kosten zu senken und Mengenrabatte oder Staffelpreise zu nutzen. Daher folgen auf Perioden ohne Bestellung Perioden mit einer großen Bestellmenge. Zulieferer fördern diese Schwankungen durch die Gewährung von Mengenrabatten (Hockeyschläger-Phänomen). Abhängig von dem gewählten Prognoseverfahren können diese Ausreißer in der Bestellhöhe wiederum zu falschen Prognosen hinsichtlich zukünftig zu erwartender Nachfrage führen.

### Engpasspoker und Mengenkontierung (Rationing and shortage gaming)
Befürchtete Knappheit und Versorgungsengpässe, also irrationales Verhalten in Form von „Hamsterkäufen“, verleiten Abnehmer in der Regel ebenfalls zu großzügiger Planung der Bestellmengen. Diese Zuschläge summieren sich über mehrere Stufen der Lieferkette wiederum zu großen Nachfragebooms auf. Bleibt dann jedoch der Engpass aus, decken die Unternehmen ihre Bedarfe zunächst aus den angelegten Beständen, was wiederum zu einer Verlängerung der Bestellintervalle führt.

### Preisschwankungen
Preisschwankungen zwischen den einzelnen Stufen der Lieferkette können ebenfalls zu Schwankungen der Bestellmengen führen. Vermutet beispielsweise ein Abnehmer steigende Preise, so ist damit zu rechnen, dass die momentane Nachfrage steigt und sich der Abnehmer Vorräte anlegt, die nicht auf die aktuelle Nachfragesituation abgestimmt sind. Infolgedessen wird sein Bedarf in den nächsten Perioden geringer ausfallen und sich dadurch die Bestellintervalle verlängern.

## Gegenmaßnahmen
Meistens führt mangelnder Informationsfluss zwischen den beteiligten Unternehmen in der logistischen Kette zu oben genannten Ursachen. Daher zielen die Gegenmaßnahmen auf den verbesserten Austausch von Informationen ab. Eine Initiative, die hierauf abzielt, ist beispielsweise das Collaborative Planning, Forecasting and Replenishment (CPFR). Dabei werden beispielsweise Point-of-Sale-Daten direkt als Informationsquelle durch Hersteller genutzt. Ein Hersteller ist dann nicht auf indirekte Informationen durch Bestellungen von Händlern angewiesen, sondern kann direkt auf Endkundennachfragen reagieren.
Um die Auswirkungen gebündelter Bestellungen auf die Bestellschwankungen abzufedern, können die operativen Prozesse so gestaltet werden, dass sie Bestellschwankungen reduzieren. Beispielsweise werden im Einzelhandel Produkte auf Mischpaletten angeliefert, also verschiedene Produkte auf der gleichen Palette. Damit sinkt die Liefermenge des einzelnen Produktes, da ja keine ganze Palette, sondern nur ein Teil einer Palette angeliefert wird. Gleichzeitig wird die Lieferfrequenz bezogen auf das einzelne Produkt erhöht, wenn häufiger Mischpaletten geliefert werden. Die einzelne Filiale erhält so zwar weniger Menge eines einzelnen Produktes pro Lieferung, durch die häufigere Belieferung bleibt die Summe aber gleich. Eine häufigere Belieferung hat den Vorteil, dass schneller auf Schwankungen in der Endkundennachfrage reagiert werden kann. Gleichzeitig ist der benötigte Sicherheitsbestand zur Absicherung gegen zukünftige Nachfrageschwankungen geringer und damit auch mögliche Bestellschwankungen.
Als Gegenstrategie zu Bestellschwankungen durch Preisfluktuationen werden Everyday Low Prices (EDLP) angeführt, also stets gleich bleibende Preise. Es sollte hierbei jedoch beachtet werden, dass zum Beispiel gezielte Werbemaßnahmen, welche oft starke Preisschwankungen beinhalten, ein wichtiges Absatzinstrument sind. Unerwünschte Effekte (Kunden: Vorratskäufe, Substitutionskäufe, … Hersteller: Produktionsengpässe, Absatzschwankungen, …) können durch koordinierende Maßnahmen abgemildert werden (Efficient Promotion). Weiterhin ist zu beachten, dass die Effekte von Preisfluktuationen auch durch Preismaßnahmen der Konkurrenz auftreten können, also unveränderte eigene Preise durch die Kunden als relativ zur Konkurrenz verändert wahrgenommen werden.
Um Versorgungsengpässe durch Hamsterkäufe zu vermeiden, sollten im Falle eines Engpasses Zuteilungen der knappen Produkte zum Beispiel anhand historischer Nachfragen erfolgen. So hat kein Kunde einen Anreiz für übertriebene Bestellungen. Wenn der Kunde weiß, dass er nur das Gleiche bekommt wie im Vorjahr, dann kann er die gelieferte Menge nicht durch Bestellungen beeinflussen. Weiß der Kunde hingegen, dass er nur die Hälfte bekommt, so wird er das Doppelte vom Benötigten bestellen.
Eine weitere Methode ist der lieferantengesteuerte Bestand (engl.: vendor managed inventory). Dabei kümmert sich der Zulieferer um den Lagerbestand seines Kunden.
Als mögliche Methode zur Verhinderung des Bullwhip-Effekts wird das Konzept der Fortschrittszahlen angesehen, das jedoch von allen Partnern in der Lieferkette gleichermaßen angewendet werden muss. Dabei werden die Bedarfsmengen entlang der Lieferkette quasi nur „weitergereicht“. Die Bedarfsmengen werden jeweils der Reihe nach von einem Zählpunkt (Logistik) zum nächstfolgenden Zählpunkt verschoben, wobei die geplante oder ermittelte Durchlaufzeit zwischen den Zählpunkten als Vorlaufzeit verwendet wird. Die durch Losgrößen verursachten Abweichungen und Schwankungen werden über die kumulative Bedarfsermittlung bei den aufeinander folgenden Abrufen miteinander verrechnet, so dass der Peitscheneffekt vermieden wird.